# ابراهیما باه
ابراهیما باه (انگلیسی: Ibrahima Bah؛ زادهٔ ۱۹۹۹) بازیکن فوتبال متولد بلژیک اهل گینه است.
از باشگاه‌هایی که در آن بازی کرده است می‌توان به باشگاه فوتبال استاندارد لیژ اشاره کرد.
وی همچنین در تیم‌های ملی فوتبال زیر ۱۷ سال بلژیک و گینه بازی کرده است.